# FFS (banda)
FFS (Franz Ferdinand and Sparks) es un supergrupo formado por la banda escocesa de indie rock Franz Ferdinand y la banda estadounidense de rock-pop Sparks, bajo el sello Domino Records. El nuevo conjunto fue anunciado el 9 de marzo de 2015; pero ambas bandas colaboran desde mediados de la década del 2000. El  álbum de estudio homónimo fue grabado a finales de 2014 y lanzado el 8 de junio de 2015 en el Reino Unido y el 9 de junio en Estados Unidos.

## Discografía

### Álbumes de estudio
| Título | Detalles del álbum                                                                                      | Máxima posición en la lista | Máxima posición en la lista | Máxima posición en la lista | Máxima posición en la lista | Máxima posición en la lista |
| Título | Detalles del álbum                                                                                      | R.U.                        | AU                          | FRA                         | GER                         | NL                          |
| ------ | --- | --------------------------- | --------------------------- | --------------------------- | --------------------------- | --------------------------- |
| FFS    | - Lanzamiento: 9 de junio de 2015 - Discográfica: Domino Records - Formatos: CD, 2×LP, descarga digital | 17                          | 85                          | 27                          | 22                          | 13                          |

### Sencillos
| «Johnny Delusional»                                                                  | 2015 | 90 | FFS |
| «Call Girl»                                                                          | 2015 | —  | FFS |
| «—» denota una grabación que no estaba en la lista o que no fue lanzada en ese país. |      |    |     |

### Sencillos promocionales
| Título                      | Año  | Álbum |
| --------------------------- | ---- | ----- |
| «Piss Off»                  | 2015 | FFS   |
| «Collaborations Don't Work» | 2015 | FFS   |